# HMS Argus (I49)
HMS Argus byla letadlová loď Royal Navy. Původně se jednalo o italský parník Conte Rosso, jehož kýl byl založen v roce 1914 v loděnici William Beardmore and Company v Glasgow. Po vypuknutí války byla loď zabavena a v roce 1917 – ještě před jejím dokončením, bylo rozhodnuto o její přestavbě na letadlovou, přičemž u lodi byly zúročeny zkušenosti s jinou britskou letadlovou lodí – HMS Furious. Přestavba probíhala v letech 1917–1918, přičemž vzniklo hladkopalubové plavidlo s jedním velkým hangárem.
Do služby byla přijata krátce před koncem první světové války a v meziválečné době sloužila zejména k výcviku, přičemž v roce 1932 byla načas poslána do rezervy. Za druhé světové války si nedostatek letadlových lodí vynutil její opětovné nasazení v první linii, přičemž sloužila zejména k přepravě letadel (až 70 kusů) a doprovodu konvojů. V červnu 1942 se Argus účastnil ochrany konvoje plujícího na Maltu v rámci Operace Harpoon a listopadu 1942 se podílel na ochraně spojeneckého vylodění v Severní Africe. Od roku 1943 byl Argus převeden zpět k výcviku a ještě před koncem války skončil v rezervě jako ubytovací loď. Po válce byl sešrotován.